# Alma gitana
Pour plus de détails, voir Fiche technique et Distribution.
Alma gitana est un film espagnol réalisé par Chus Gutiérrez, sorti en 1996.

## Synopsis
Antonio, jeune homme urbain et coureur de jupons, gagne sa vie comme serveur et essaie de réussir dans le monde du flamenco. Un jour, il rencontre Lucia, une jeune gitane.

## Fiche technique
- Titre : Alma gitana
- Réalisation : Chus Gutiérrez
- Scénario : Antonio Conesa, Juan Vicente Córdoba, Valentín Fernández-Tubau, Juan Flahn, Chus Gutiérrez, Joaquim Jordà, Pedro Peña, Alber Ponte d'après le roman de Timo Lozano
- Musique : Adolfo Rivero
- Photographie : Arnaldo Catinari
- Montage : Fernando Pardo
- Production : Antonio Conesa, Bibiano Conesa, Juan Vicente Córdoba et Samarkanda
- Société de production : Samarkanda Cine-Vídeo
- Société de distribution : Colifilms Distribution (France)
- Pays :  Espagne
- Genre : Drame et romance
- Durée : 95 minutes
- Dates de sortie : 
  -  Espagne : 2 février 1996
  -  France : 26 mars 1997

## Distribution
- Amara Carmona : Lucía
- Pedro Alonso : Antonio
- Peret : Juan Maya / Darío
- Rafael Álvarez "El Brujo" : José
- Loles León : Carmencita
- Sandra Ballesteros : Paula
- Pepe Luis Carmona : Jesús
- Saturnino García : Luis
- Julieta Serrano : Pilar
- Sara Fernández Ashton : Donna
- Martxelo Rubio : Edi
- Merche Esmeralda : La Tana
- Amparo Bengala : Paca
- Chelo Chamorro : Visi
- Irene Chamorro : María
- Chelo Vázquez : Visi
- Teresa Vallejo : Dolores
- Alito Rodgers : Pocho
- Fátima Painting : Yang-Yang
- Estrella Zapatero : la femme de Jesús
- Héctor Dona Vega : Manuel
- Angelina Llongueras : Maruja
- Ramón Barea : Rafael

## Distinctions
Le film a été nommé au Prix Goya du meilleur espoir féminin pour Amara Carmona.